# Mankivske, Uleanovka
Mankivske (în ucraineană Маньківське) este un sat în comuna Bohdanove din raionul Uleanovka, regiunea Kirovohrad, Ucraina.

## Demografie
Componența lingvistică a localității Mankivske
     Ucraineană (95,65%)
     Rusă (4,35%)
Conform recensământului din 2001, majoritatea populației localității Mankivske era vorbitoare de ucraineană (95,65%), existând în minoritate și vorbitori de rusă (4,35%).